# Parabezzia blantoni
Parabezzia blantoni är en tvåvingeart som beskrevs av Wirth 1965. Parabezzia blantoni ingår i släktet Parabezzia och familjen svidknott.
Artens utbredningsområde är Panama. Inga underarter finns listade i Catalogue of Life.